# Glacier du Giétro
Le glacier du Giétro (aussi orthographié Giétroz) se trouve en Suisse au sud-ouest des Alpes valaisannes à la hauteur du barrage de Mauvoisin. Il s'étend sur 4,5 kilomètres dans une vallée d'environ 1 500 mètres de large et couvre une surface de 5,3 km2.

## Toponymie
Le mot giétro (ou giétroz, prononcé dzyètre) est en valaisan un nom commun signifiant « chalet » ou « abri », du latin jacitum, « gîte » ayant également donné dans le même dialecte les mots jetty, giète et zite.

## Géographie
Il est issu des névés accrochés à la Ruinette (3 875 mètres) et au mont Blanc de Cheilon (3 870 mètres). Dans sa partie supérieure, le glacier est relativement plat. Il s'écoule ensuite vers le nord le long du mont Rouge du Giétro puis bifurque vers l'ouest entre le Pleureur (3 704 mètres) et l'extrémité nord de la crête du mont Rouge du Giétro. Sur le dernier kilomètre, le glacier emprunte une pente de 40 % et un grand nombre de crevasses se forment. La langue glaciaire aboutit à une altitude d'environ 2 750 mètres. Une partie du glacier communique avec le glacier de Cheilon via le col de Cheilon à 3 243 mètres. L'eau du glacier s'écoule dans le lac de Mauvoisin et rejoint la Dranse de Bagnes, un affluent du Rhône.

## Catastrophes
Lors du petit âge glaciaire, le glacier du Giétro était beaucoup plus étendu et volumineux. Entre le XVIe siècle et le XIXe siècle, le glacier a été à l'origine de plusieurs inondations surnommées les canonnades du Giétroz. Le glacier descendait en ce temps jusque dans la vallée, à l'emplacement actuel du barrage du Mauvoisin et bloquait les eaux de la Dranse. Ce barrage naturel engendrait un lac pouvant atteindre des dimensions critiques, et brisant à son tour de manière brutale la digue de glace. Ces débâcles glaciaires furent à l'origine de plusieurs catastrophes notoires.
En 1549, le glacier provoqua une inondation qui détruisit plusieurs ponts dans la vallée. Le 25 mai 1595, 140 personnes furent tuées par la crue brutale. Environ 500 maisons furent détruites,. Selon les archives, une autre inondation moins importante aurait eu lieu en 1640. Entre 1805 et 1817, le glacier avança significativement et provoqua l'apparition d'un lac. En mai 1817, une brèche se forma mais l'écoulement des eaux n'eut pas de conséquences sérieuses.

### Inondation de 1818

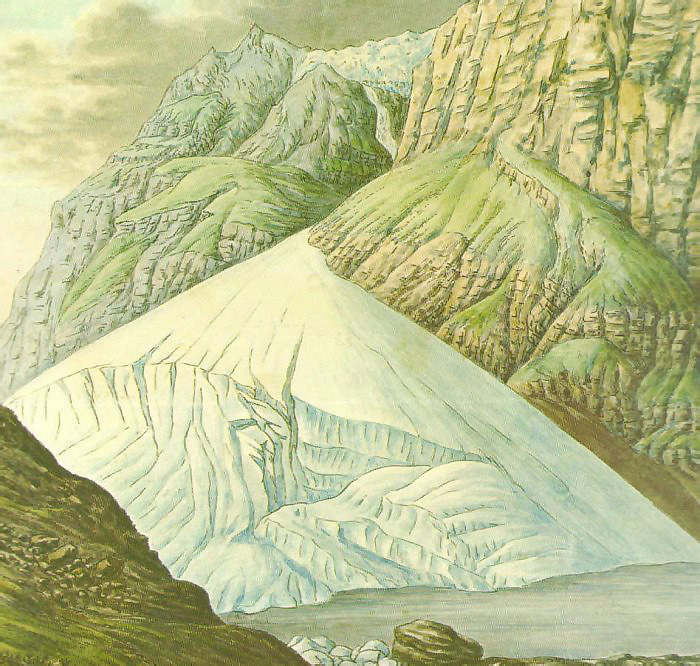
Le glacier du Giétro, aquarelle de 1818 par Escher von der Linth. On remarque l'importance du cône au niveau de l'actuel barrage-voûte et le lac formé au pied de la digue de glace.

En 1818, le lac se reforma sur environ 3,5 kilomètres de long et une profondeur de 60 mètres,,. L'ingénieur cantonal, Ignace Venetz, ordonna dès le mois de mai que l'on creuse une tranchée pour évacuer les eaux qui montaient dangereusement. Venetz avait estimé que le volume du lac était de l'ordre de 30 millions de m3 et que la digue de glace faisait quant à elle 10 millions de m3. L'opération fut en partie réussie puisque le lac atteint les deux tiers de son niveau mais la digue, affaiblie par l'érosion engendrée par l'écoulement, céda soudainement. Le 16 juin 1818, à 16 h 30, 20 millions de m3 d'eau se déversèrent ainsi brutalement dans la vallée. La crue provoqua la mort de 34 à 44 personnes et de nombreux dégâts dans la région du val de Bagnes jusqu'à Martigny,.
Pour de nombreux géologues du XIXe siècle, cet incident et les analyses qui en découlèrent constituent une des bases fondatrices de la glaciologie. L'incident fut qualifié d'« avallo » par les locaux parlant le patois.

## Évolution
Depuis le début des années 1960, le glacier a perdu 20 mètres d'épaisseur. Entre 1985 et 2015, le glacier s'est retiré de 535 mètres.
Le recul du glacier durant le siècle suivant a fait quasiment disparaître les risques de voir un nouveau barrage se former. Depuis la construction du barrage-voûte, les chutes de glace terminent leur course dans le lac artificiel. Le glacier reste toutefois sous étroite surveillance afin d'éviter qu'un bloc massif ne tombe dans le lac et ne fasse déborder ses eaux par-dessus le barrage. Le glacier du Giétro est sur ce point similaire à celui de l'Allalin qui avait provoqué une catastrophe au Mattmark en août 1965.

Évolution du glacier en mètres (1881-2002). En vert, les différences de longueur cumulées. En rouge, les variations de longueur annuelles.

### Filmographie
- 1818 - La débâcle du Giétro, documentaire sorti en 2018 et réalisé par Christian Berrut [voir en ligne].